# Palamocladium fossile
Palamocladium fossile là một loài rêu trong họ Brachytheciaceae. Loài này được Ignatov & Perkovsky, Evgeny E. mô tả khoa học đầu tiên năm 2011.